# Mycodiplosis filipendulae
Mycodiplosis filipendulae är en tvåvingeart som beskrevs av Fedotova 2002. Mycodiplosis filipendulae ingår i släktet Mycodiplosis och familjen gallmyggor. Inga underarter finns listade i Catalogue of Life.